# حادثه سومیا

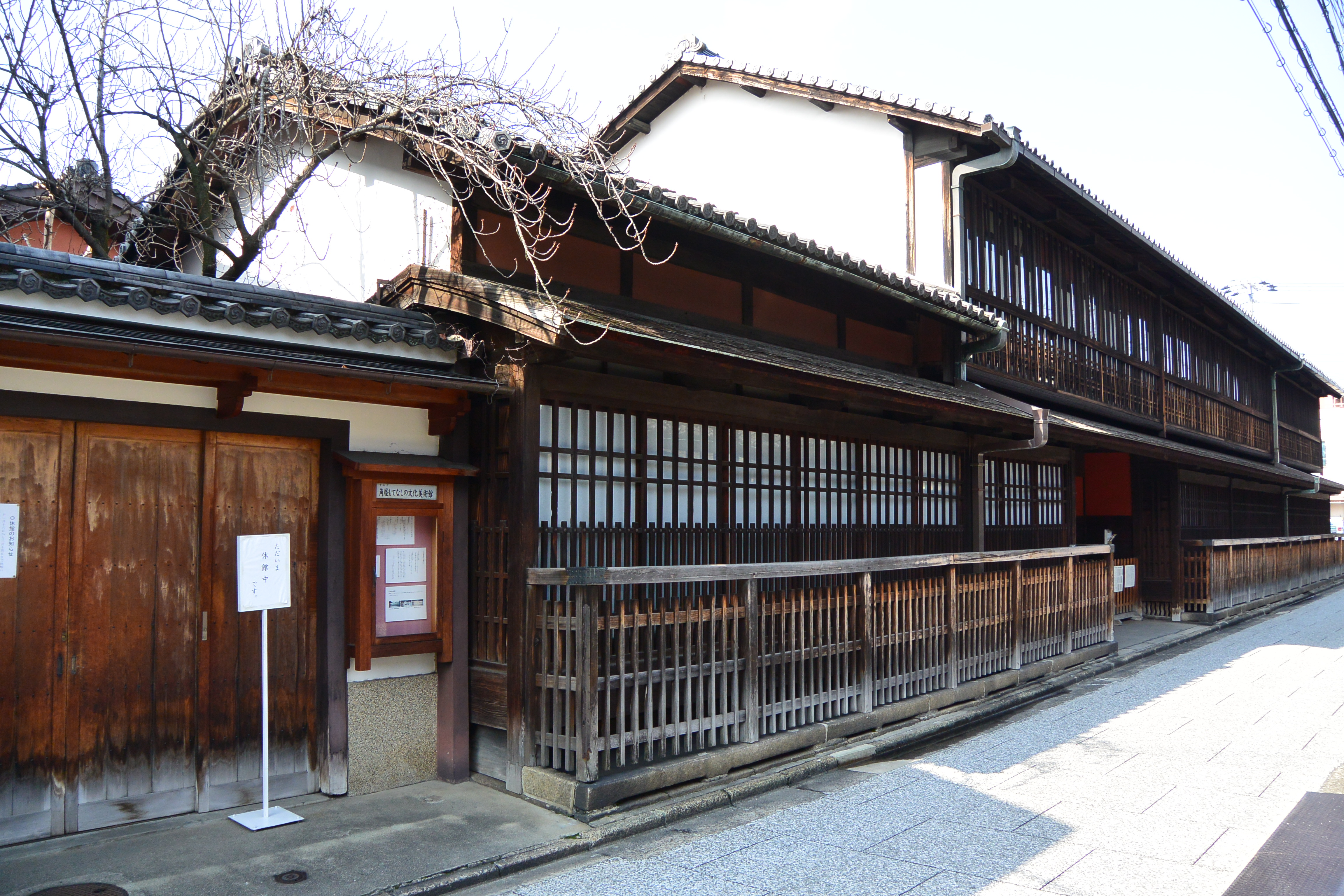
این حادثه در یک آگیا (رستوران امروزی) به نام سومیا رخ داد. آثار زخم‌های شمشیر سریزاوا کامو هنوز هم در این مکان دیده می‌شود

حادثه سومیا یا خشونت در سومیا (به ژاپنی: 角屋での暴挙 すみやでのぼうきょ)، به رفتار خشونت‌آمیز و بی‌نظمی رئیس شینسنگومی، سریزاوا کامو، در ضیافتی در سومیا در شیمابارا، کیوتو در ژوئن ۱۸۶۳ اشاره دارد. «سومیا» یک محل پذیرایی بود که در منطقه تفریحی سابق شیمابارا، کیوتو فعالیت می‌کرد و به عنوان تنها نمونه باقی مانده از چنین معماری، به عنوان یک دارایی فرهنگی مهم ژاپن تعیین شده است. در اواخر دوره ادو، وفاداران و شینسنگومی‌ها به این منطقه رفت و آمد داشتند و همچنین این منطقه محل وقوع «خشونت در سومیا» بود. سامورایی‌هایی مانند کوساکا گنزوی از قلمرو چوشو، سایگو تاکاموری از قلمرو ساتسوما و ساکاموتو ریوما از قلمرو توسا نیز جلسات مخفی خود را در اینجا برگزار می‌کردند و در جلوی ساختمان یک بنای سنگی با کتیبه «سومیا، محل جلسات مخفی بین سامورایی‌های چوشو، کوساکا گنزوی» وجود دارد.
شینسنگومی که با خاندان میزوگوچی اختلاف داشت، تصمیم گرفت ضیافتی در سومیا برگزار کند. همین که مهمانی به اوج خود رسید، سریزاوا که الکلی بود از رفتار صاحب سومیا عصبانی شد و شروع به رفتارهای خشونت‌آمیز کرد.

## آغاز ماجرا
ماجرا از زمانی آغاز شد که مقام رسمی قلمرو میناکوچی از مقام رسمی قلمرو آیزو در مورد اعمال ناشایست شینسنگومی در اقامتگاه قلمرو آیزو شکایت کرد. سریزاوا با شنیدن این موضوع، چهار مرد به نام‌های ناگاکورا شینپاچی، سانئوسوکه هارادا، ااینواوئه گنزابورو و کانریوسای تاکدا را به قلمرو میناکوچی فرستاد تا از قلمرو میناکوچی بخواهند افراد درگیر را تحویل دهد. قلمرو میناکوچی از این موضوع شوکه شد، عمیقاً عذرخواهی کرد، نامه عذرخواهی نوشت و موضوع را حل و فصل کرد.
با این حال، اگر خبر نوشتن غیرمجاز نامه عذرخواهی توسط کارگزاران به گوش ارباب قلمرو میناکوچی می‌رسید، بسته به شرایط، مقام رسمی قلمرو آیزو نمی‌توانست از مجازات فرار کند؛ بنابراین، آنها درخواست بازگرداندن نامه عذرخواهی از شینسنگومی را کردند. شینسنگومی‌ها پاسخ دادند که اگر مکانی برای ملاقات فراهم کنند، نامه را برمی‌گردانند. این درخواست، درخواست مناسبی برای یک ضیافت بود.

## تاریخچه
روز بعد، ضیافتی در سومیا برگزار شد. سند بدون هیچ مشکلی برگردانده شد، اما همین که ضیافت به اوج خود رسید، سریزاوا کامو مست از موضوعی عصبانی شد و سرانجام به خشم آمد. او با تکان دادن بادبزن آهنی مورد علاقه‌اش، نه تنها سومیا توکوئمون، دستور داد که به مدت هفت روز کار را به حالت تعلیق درآورد و با عصبانیت آنجا را ترک کرد.
در ۱۸ سپتامبر همان سال، سریزاوا در ضیافتی که توسط خاندان آیزو در سومیا برگزار شده بود، مست به 	اقامتگاه یاگی بازگشت و در حالی که خواب بود، توسط گروه کوندو ایسامی مورد حمله قرار گرفت و کشته شد (در همان شب، معشوقه سریزاوا و هیرایاما گورو که با او بودند نیز کشته شدند. هیراما جوسوکه و دو گیشا از حمله فرار کردند).
سومیا در سال ۱۶۴۱ تأسیس شد و تنها ساختمان باقی مانده از یک آگیا است که توسط دولت به عنوان یک دارایی فرهنگی مهم تعیین شده است. در حال حاضر به عنوان «موزه فرهنگ مهمان‌نوازی سومیا» برای عموم آزاد است. این ساختمان که هنوز جای زخم‌های شمشیر زیادی بر روی خود دارد و در بین طرفداران شینسنگومی بسیار مشهور است.